# Melaneremus kempi
Melaneremus kempi är en insektsart som först beskrevs av Griffini 1914.  Melaneremus kempi ingår i släktet Melaneremus och familjen Gryllacrididae. Inga underarter finns listade i Catalogue of Life.